# Apepi II
Apepi II of Apophis II of Apopi II of Ipep II of Nebchepeshre Apopi was mogelijk de zesde farao van de Hyksos uit de 15e dynastie van Egypte of de 16e dynastie van Egypte, mogelijk rond 1534 v.Chr. Hij zou dan de opvolger van Apepi I en de voorganger van Chamoedi zijn.
Zijn kroningsnaam  Neb-chepesch-Re betekent “De Heer van kracht is Re”.
Manetho vermeldt hem niet. Mogelijk gaat het om dezelfde persoon als de regent Apepi I uit de 15e Dynastie. Zijn naam is enkel gevonden op twee sfinxen van Amenemhat II en twee standbeelden van  Smenchkare.